# رادشین (ناحیه ژدار ناد سازاوو)
رادشین (به چکی: Radešín) یک منطقهٔ مسکونی در جمهوری چک است که در ناحیه ژدار ناد سازاووو واقع شده‌است. رادشین ۳٫۷۵ کیلومتر مربع مساحت و ۱۱۴ نفر جمعیت دارد و ۵۲۹ متر بالاتر از سطح دریا واقع شده‌است.